# Palais des glaces de Gangneung
Pour les articles homonymes, voir Palais des glaces.
 (avril 2025).
Le Palais des glaces de Gangneung (en coréen : 강릉 아이스 아레나) est un équipement sportif de Gangneung, en Corée du Sud, d'une capacité de 12 000 places.
Le centre a été construit à partir de 2014 pour accueillir les épreuves de patinage artistique et de patinage de vitesse sur piste courte des Jeux olympiques d'hiver de 2018. Il a été inauguré le 14 décembre 2016.

## Événements
- Championnats des quatre continents de patinage artistique 2017
- Patinage artistique et patinage de vitesse sur piste courte des Jeux olympiques d'hiver de 2018